# Zoques

Situation des peuples indigènes sur le territoire d’Oaxaca.

Les Zoques sont un peuple autochtone du Mexique. Ils parlent les langues zoques.